# 谷村町
谷村町（やむらちょう）は、山梨県南都留郡にあった町。現在の都留市中心部から南東部にかけての区域にあたる。本項では町制前の名称である谷村（やむら）についても述べる。

## 地理
- 山：御正体山
- 河川：桂川、菅野川

## 歴史
- 1875年（明治8年）1月 - 都留郡上谷村・下谷村が合併して谷村となる。
- 1878年（明治11年）7月22日 - 郡区町村編制法の施行により、谷村が南都留郡の所属となる。
- 1889年（明治22年）7月1日 - 町村制の施行により、谷村が単独で自治体を形成。
- 1896年（明治29年）3月7日 - 谷村が町制施行して谷村町となる。
- 1905年（明治38年）9月 - 織物消費税への反対で谷村税務署襲撃事件が起きた[1]。
- 1923年（大正12年）11月 - 谷村電燈（1904年事業開始）[2]より電気事業譲受。町営電気事業とする[3]。水力発電（家中川、出力50kw）[4]
- 1942年（昭和17年）4月1日 - 三吉村・開地村を編入。
- 1949年（昭和24年）5月13日 - 町内で火災が発生。316戸が全焼。罹災者1605人[5]。
- 1954年（昭和29年）4月29日 - 宝村・盛里村・禾生村・東桂村と合併して都留市が発足。同日谷村町廃止。

## 首長
村長
- 河口善之助

町長
- 河口善之助

## 交通

### 鉄道路線
- 富士山麓電気鉄道
  - 大月線
    - 谷村横町駅（現・都留市駅） - 谷村町駅

現在は旧町域に都留文科大学前駅が所在するが、当時は未開業。

### 道路
- 国道139号

現在は旧町域に中央自動車道の都留インターチェンジが所在するが、当時は未開通。